# بووریل
بووریل (به انگلیسی: Bovril) نام تجاری یک نوع خمیر غلیظ و شور حاوی عصاره گوشت است که در دهه ۱۸۷۰ توسط جان لاسون جانستون تولید شد. این خمیر در ظروف شیشه‌ای، حلبی و یا به صورت گرانول فروخته می‌شود و به عنوان نوشیدنی (رقیق شده با آب داغ) یا طعم‌دهنده برای سوپ‌ها و خورش‌ها نیز مورد استفاده می‌گیرد. این محصول توسط شرکت یونیلیور توزیع می‌شود.